# Carl Springer
Carl Francis Springer (* 10. November 1910 in Brooklyn; † 2. September 1980 in Glendale) war ein US-amerikanischer Eisschnellläufer.
Springer nahm in der Saison 1931/32 bei den Olympischen Winterspielen 1932 in Lake Placid am 5000-m-Lauf teil, wo er im Vorlauf ausschied. Bei der Mehrkampf-Weltmeisterschaft 1932 in Lake Placid belegte er den achten Platz und im folgenden Jahr bei der Mehrkampf-Weltmeisterschaft in Oslo den 14. Platz.

## Persönliche Bestleistungen
| Disziplin | Zeit        | Datum            | Ort   |
| --------- | ----------- | ---------------- | ----- |
| 500 m     | 45,2 s      | 11. Februar 1933 | Oslo  |
| 1500 m    | 2:27,1 min  | 12. Februar 1933 | Oslo  |
| 5000 m    | 8:57,7 min  | 4. Februar 1933  | Hamar |
| 10.000 m  | 18:54,3 min | 18. Februar 1933 | Oslo  |